# Edward Barlow
Edward Barlow (* 1636; † 1716; auch Edward Booth) war ein englischer Uhrmacher.

## Leben
Barlow gilt als Erfinder des Rechenschlagwerks für Uhren, was durch seinen Patentantrag im Jahre 1686 dokumentiert wurde. Die Erfindung des Rechenschlagwerks ermöglichte es, die Zeit auch während der Dunkelheit abzufragen. Die Uhr zeigt die aktuelle Stunde und Viertelstunden akustisch über ein Tonsignal an, jedes Mal, wenn der Hebel an der Uhr gedrückt wird. Daniel Quare legte beim König gegen Barlows Patentantrag Einspruch ein. Quare gab an, er habe das Rechenschlagwerk bereits 1680 entwickelt. Barlows Patentantrag wurde zwar abgelehnt, dennoch gelten heute sowohl Barlow als auch Quare als die Erfinder.
Außerdem erhielt Edward Barlow 1695 zusammen mit Thomas Tompion und William Houghton ein Patent auf einen Vorläufer der Zylinderhemmung. Seine Erfindung hatte einen entscheidenden Einfluss auf die Entwicklung von Taschenuhren mit Spiralfeder und Unruh.